# Castro de Filabres (kommun)
Castro de Filabres är en kommun i Spanien.   Den ligger i provinsen Provincia de Almería och regionen Andalusien, i den södra delen av landet, 400 km söder om huvudstaden Madrid. Antalet invånare är 157. Arean är 29,0 kvadratkilometer. Castro de Filabres gränsar till Bacarés.
Terrängen i Castro de Filabres är lite bergig.